# Hilti
Hilti Corporation (Hilti AG, Hilti Group) — производитель оборудования программного обеспечения, сетевого и аккумуляторного строительного инструмента, крепежных и монтажных систем, противопожарной химии, установок алмазного бурения, расходные материалов. 
Штаб-квартира Hilti расположена в городе Шан княжества Лихтенштейн. 

## История
В 1941 году в Шане была открыта механическая мастерская «Hilti Maschinenbau oHG», которую основали братья Мартин (1915—1997) и Ойген Хилти (1911—1964). 
Изначально площадка, где на момент основания работало 5 человек, задумывалась как мастерская по производству деталей автомобильных двигателей, зажигалок и бытовой электротехники. В 1950 году компания изменила свой профиль и занялась выпуском высокоскоростного крепёжного инструмента на основе собственных разработок.
Основные этапы развития
- В 1941 году инженер Мартин Хилти и его брат Ойген основали компанию Hilti Maschienenbau OHG в городе Шаан, княжество Лихтенштейн.
- В 1948 году Мартин Хилти получил патент на технологию прямого монтажа. В начале 1950-х годов компания начала производить ручные инструменты и монтажные пистолеты.
- В 1952 году Hilti заключила свой первый международный контракт в Италии.
- В 1957 году компания создала DX 100 — первый в мире пороховой монтажный пистолет. К началу 60-х годов Hilti работала в 30 странах мира.
- В 1962 году компания была представлена в 30 странах мира.
- В 1964 году ушёл из жизни один из основателей компании Ойген Хилти.
- В 1967 году появился Hilti TE 17 — первый электропневматический перфоратор.
- В 1970 году открылся первый завод в Тюрингене, Форарльберг.
- В 1971 году открылся завод в Кауферинге рядом с Мюнхеном.
- В 1973 году компания разработала решения для сверления и монтажа, а также анкерные системы.
- В 1975 году в компании появился исполнительный комитет из четырёх человек.
- В 1980 году были сформированы подразделения по продажам в Америке, Африке, Азии и Европе.
- В 1982 году Михаэль Хилти стал заместителем председателя исполнительного комитета.
- В 1985 году были созданы подразделения по развитию продуктовых направлений.
- В 1986 году была представлена «Стратегия 2000».
- В 1990 году Мартин Хилти уступил пост генерального директора своему сыну Михаэлю.
- В 1991 году компания начала работать на международном рынке.
- В 1994 году Мартин Хилти стал почётным президентом компании.
- В 1996 году компания разработала новую стратегию Champion 3C.
- В 1997 году умер Мартин Хилти.
- В 2002 году началась стандартизация бизнес-процессов и данных.
- В 2003 году компания получила премию Карла Бертельсмана.
- В 2004 году появилась новая корпоративная культура.
- В 2006 году Бо Рисберг стал генеральным директором компании.
- В 2009 году компания открыла восьмой завод в Матаморосе.

## Структура

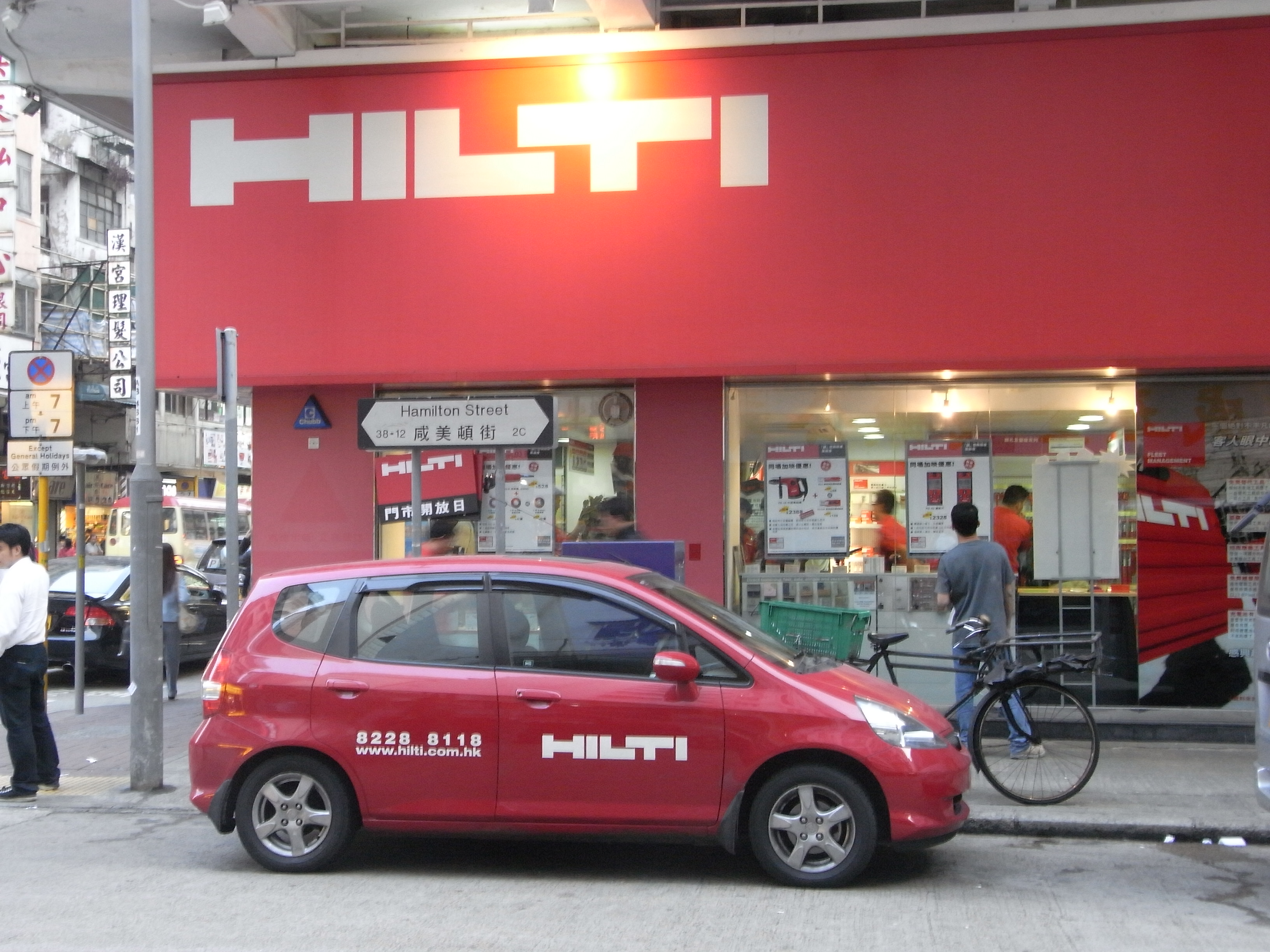
Магазин Hilti в Гонконге

Компания Hilti базируется в Шаане, Лихтенштейн и является крупнейшим работодателем в княжестве. В компании работает около 30 000 человек по всему миру.

### Hilti в Северной Америке (HNA)

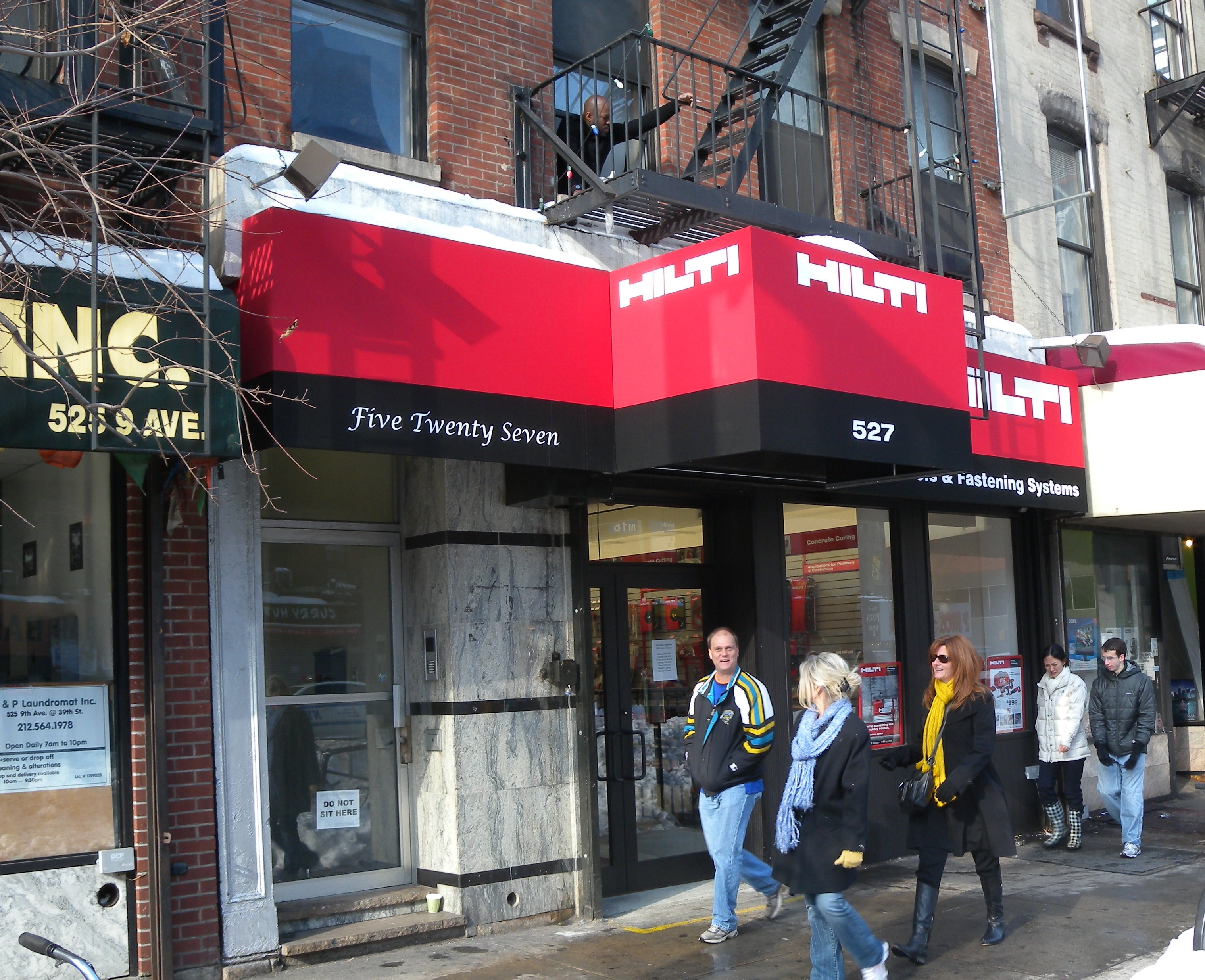
Флагманский магазин в Нью-Йорке

В Hilti работает более 3000 сотрудников в США. Штаб-квартира HNA с 1979 года находится в Талсе, штат Оклахома, хотя у компании есть сотрудники во всех 50 штатах, в июне 2015 года она перенесла свою североамериканскую штаб-квартиру из Талсы в Плано, штат Техас и открыла центр исследований и разработок в Ирвинге, штат Техас.

### Hilti Северная Европа
Штаб-квартира Hilti Северная Европа находится в офисе Hilti Limited в Манчестере, Великобритания. В офисе Hilti (Великобритания) работает более 1000 сотрудников, которые занимаются продажами, проектированием, маркетингом, финансами, персоналом, информационными технологиями, закупками и обслуживанием клиентов.

### Hilti Индия
Штаб-квартира Hilti India находится в офисе Hilti India Pvt Ltd в Гуруграме, штат Харьяна. Компания начала свою деятельность в Индии в 1997 году. В офисе Hilti India Pvt Ltd работает более 800 сотрудников, которые занимаются продажами, проектированием, маркетингом, финансами, персоналом, информационными технологиями, закупками и обслуживанием клиентов. У компании есть магазины в 23 крупных городах Индии.

### Hilti Россия
Компания пришла в страну в 1993 году.  Имеет нескольких сервисных центров и дочерний компаний, таких как Øglaend System. 5 августа 2024 компания решила продать свой бизнес в России. 